# Organische base

Pyridine is een belangrijke en veelgebruikte organische stikstofbase.

Een organische base is een organische verbinding die dienstdoet als base. Het zijn meestal (er zijn uitzonderingen) protonacceptoren. Organische basen hebben meestal een stikstofatoom in hun structuur, omdat stikstof een vrij elektronenpaar heeft, dat gemakkelijk wordt geprotoneerd. In wezen zijn dus alle amines goede organische basen.

## Overzicht

### Stikstofbasen
De meest gebruikte organische stikstofbasen zijn:
- Benzimidazool
- Di-isopropylethylamine (DIPEA)
- DBU
- Imidazool
- 2,6-lutidine
- Piperidine
- Pyridine
- Tri-ethylamine
- Tri-ethyleendiamine

### Fosforbasen
Daarnaast worden ook een aantal fosforhoudende basen aangewend, zoals fosfazenen. Hun basiciteit is in het algemeen hoger dan die van de stikstofhoudende basen. Echter, het fosforatoom neemt hier niet de rol van protonacceptor op zich: het is het stikstofatoom dat dubbelgebonden is aan fosfor dat als acceptor dienstdoet.

### Hydroxidebasen
Daar waar in de anorganische chemie hoofdzakelijk hydroxidebasen (zoals natriumhydroxide) worden aangewend is het aanbod aan dergelijke verbindingen in de organische chemie eerder beperkt. Als voorbeelden kunnen tetramethylammoniumhydroxide, tetrabutylammoniumhydroxide en choline genoemd worden. Sommige van deze hydroxidebasen zijn echter niet stabiele en kunnen - zoals choline - hydrolyseren.

### Organometaalverbindingen
In bepaalde reacties moet gebruik worden gemaakt van zeer sterke basen, veel sterker dan een hydroxide of een amine. Dan wordt vaak beroep gedaan op organometaalverbindingen. Voorbeeld van dergelijke basen zijn:
- Lithiumdi-isopropylamide
- n-butyllithium
- Fenylnatrium
- Methylmagnesiumchloride

Dergelijke verbindingen worden echter tot de superbasen gerekend.

## Alkaliniteit
Hoewel alle organische basen in wezen zwakke basen zijn, zijn er factoren die de alkaliniteit kunnen beïnvloeden. Een belangrijke factor is het inductief effect. Zo zijn elektronenduwende groepen (zoals een methylgroep of fenylgroep) die gebonden zijn op de protonacceptor in staat om de basiciteit sterk te verhogen. Elektronenzuigende groepen daarentegen zullen de basiciteit dan weer verlagen. Zo is de basiciteit van trimethylamine een stuk hoger dan die van ammoniak, door aanwezigheid van de drie methylgroepen.
Een andere factor die bijdraagt tot de alkaliniteit is de mogelijkheid tot resonantie. Het guanidinium-ion, de geprotoneerde vorm van guanidine, telt bijvoorbeeld 3 resonantiestructuren:
De aanwezigheid van resonantiestructuren impliceert een grotere stabiliteit en - toegepast op basen - een hogere alkaliniteit. Vaak speelt ook het mesomeereffect een belangrijke rol. Bij DMAP wordt de basiciteit van het aromatisch stikstofatoom geaccentueerd door het genereren van de resonantiestructuren: